# (22622) Strong
(22622) Strong (1998 KV32) – planetoida z pasa głównego asteroid okrążająca Słońce w ciągu 3,61 lat w średniej odległości 2,35 j.a. Odkryta 22 maja 1998 roku.